# Constantin Comnène Arianiti
Titres
Prince de Macédoine
Duc d’Achaïe
Despote de Morée
Constantin Comnène Arianiti (en italien : Costantino Cominato Arianiti; vers 1456-1530) fut un noble albanais réfugié en Italie où il passa la plus grande partie de sa carrière au service de la papauté tout en tentant comme son père avant lui de rallier les peuples des Balkans pour lutter contre la domination ottomane. Descendant à la fois de familles nobles byzantines et albanaises, Constantin revendiquait plusieurs titres associés à l’Empire byzantin, notamment ceux de « Prince de Macédoine » et de « duc d’Achaïe » qui figurent sur sa tombe, ainsi que de « despote de Morée » auquel il prétendit après la mort d’André Paléologue.

## Antécédents familiaux
La famille Arianiti était une famille de seigneurs albanais qui gouverna de vastes territoires du XIe siècle au XVIe siècle tant en Albanie même que dans la région avoisinante. Leurs domaines s’étendaient le long de la vallée de Shkumbin et de l’antique Via Egnatia pour atteindre ce qui est aujourd’hui Bitola.
Depuis le XIVe siècle, la famille utilisait comme deuxième nom celui de Comnène, dynastie ayant régné à Byzance de 1081 à 1185. Le premier membre de la famille Arianiti à utiliser le nom de Comnène vers 1300 était vraisemblablement marié à une descendante de Golem de Kruja, souverain de la principauté d’Arbanon avant son annexion à l’Empire byzantin. Cette parenté ne peut toutefois être attestée, même si, à la fin du XIVe siècle, tous les membres de la famille ajoutaient ce nom à celui d’Arianiti comme affirmation de leur statut aristocratique et de leurs revendications territoriales .
Son père, Georges (en albanais :  George Aryaniti Thopia Comneni ; 1383 – 1462), fut un homme de guerre célèbre dans la lutte contre l’Empire ottoman et son souvenir se perpétua dans de nombreuses chansons populaires albanaises. Seigneurs de Cerminitza et Catafigo dans les environs de Raguse, sa famille était originaire de Constantinople . Dans les années 1430 Georges prit la tête de la révolte contre les Ottomans et, pendant une courte période, fut l’allié de Skanderbeg dans la Ligue de Lezhë, abandonnant celui-ci après la défaite de Berat en 1450 pour continuer seul la lutte contre Naples jusqu’à sa mort. Georges et Skanderberg moururent tous deux en 1468. En moins d’un quart de siècle, les Ottomans s’emparèrent graduellement  de toute l’Albanie, la dernière place forte, Durazzo (aujourd’hui Durrës), tombant en 1501.
Par ses trois sœurs, Constantin était en relation avec de puissantes familles des Balkans : 
1. Angelina avait épousé Stefan Branković, despote de Serbie ;
2. Gojisava était l’épouse de Jean Crnojević, souverain de Zeta ;
3. Andronica pour sa part était mariée à George Kastriotes Skanderbeg[4].

## Carrière
On ne connait pas la date exacte de sa naissance, mais il devait être âgé d’environ douze ans lorsqu’il partit pour l’Italie où le pape Sixte IV (r. 1471 – 1484) le fit nommer « protonotaire apostolique » titre qu’accompagnaient des émoluments mensuels de trente-deux ducats lui permettant de vivre selon son rang.
Dans les années 1490, Constantin épousa Francesca de Montferrat, fille de Boniface III de Montferrat (r. 1486 – 1494) et membre d’une branche cadette des Paléologue qui avait gouverné le marquisat depuis le XIVe siècle, ce qui lui permit de devenir régent au nom de son neveu Guillaume IX de Montferrat (r. 1494 – 1518) à la mort de Boniface ,. En 1504, il devint l’ambassadeur à Rome de l’empereur romain germanique Maximilien Ier (r. 1493-1519). Ses talents impressionnèrent tellement le pape Jules II (r. 1503-1513) que celui-ci augmenta ses émoluments à deux cents ducats en plus de le nommer commandant d’un détachement des troupes pontificales . Ses nouvelles fonctions l’amenèrent à faire continuellement la navette entre Rome et la résidence de l’empereur pour mener les négociations qui aboutirent à la Ligue de Cambrai en 1508, officiellement une entente entre souverains chrétiens contre les Ottomans, en réalité une large coalition contre Venise.
Si son père, George, s’était modestement intitulé « capitaine d’Albanie », Constantin voulut réunir l’ensemble des chrétiens des Balkans. Dans cette perspective, il prendra dès les années 1490 d’abord le titre de « prince de Macédoine », puis celui de « duc d’Achaïe », ajoutant ainsi à ses revendications le Péloponnèse à la Macédoine. Ce sont ces deux titres qui figureront dans les lettres par lesquelles Maximilien l’accréditera auprès de la papauté et qui figureront par la suite sur sa tombe dans l’église des Saints-Apôtres de Rome. Quelques mois après la mort sans descendance confirmée d’un autre exilé, André Paléologue, en 1502  il revendiquera également le titre de « despote de Morée ». Si ces titres peuvent sembler vides de contenu, Constantin ne s’employa pas moins durant toute sa carrière à matérialiser son idéal. À Philippe de Commynes (1447-1511), il se serait vanté que son « patrimoine » de Macédoine et de Thessalie était un héritage d’Alexandre le Grand lui-même.
Dans les années 1490, Charles VIII planifiait activement une croisade contre les Ottomans . Toutefois, la mort du roi Ferdinand de Naples en 1494 devait changer le cours des choses. Charles revendiqua alors le titre de « roi de Naples et de Jérusalem » et entra à la tête de ses troupes en Italie. Dans la perspective d’une telle croisade, le roi acquit à prix d'argent en novembre 1494 le titre d’ « empereur de Constantinople » que revendiquait André Paléologue, descendant du dernier empereur et réfugié impécunieux en Italie  . Lors de son passage dans le nord de l’Italie il rappela que la croisade était bien dans ses plans, mais qu’elle n’aurait lieu qu’après la conquête de Naples, cette ville offrant de meilleures possibilités pour une telle invasion . Il s’arrêta alors à Montferrat où Constantin agissait comme régent pour son neveu Guillaume IX. Un plan fut élaboré entre Constantin et Martin Albaros, évêque de Durazzo, en vertu duquel pendant que l’expédition de Charles se dirigerait vers Constantinople, Constantin ferait diversion en fomentant une révolte sur la côte albanaise. Constantin et l’évêque se dirigèrent immédiatement vers Venise pour en commencer les préparatifs. Toutefois, l’entreprise était vouée à l’échec. L’évêque n’ayant pu garder le secret, les Ottomans furent bientôt mis au courant de ce qui se tramait. Par ailleurs, le frère du sultan Bayézid II (r. 1481 – 1512), Djem (ou Cem), qui avait fomenté une révolte contre son frère et était gardé en otage par le pape mourut à Naples en janvier 1495, privant les Latins d’un atout de poids contre le sultan. Enfin, les troupes françaises s’embourbèrent en Italie et Charles VIII dut abandonner ses plans de croisade. Alarmés, les Vénitiens firent arrêter l’évêque Albaros et envoyèrent une ambassade à Constantinople assurer le sultan que Venise n’avait rien à voir avec une tentative de soulèvement en Albanie; Constantin réussit de justesse à  leur échapper en faisant voile vers l’Apulie.
À sa haine contre les Ottomans s’ajouta alors une haine de Venise qu’il déploya en participant activement aux négociations qui permirent la création de la « ligue de Cambrai » en 1508 regroupant Louis XII, successeur de Charles VIII, l'empereur Maximilien, Ferdinand II d'Aragon et le pape Jules II l’année suivante; officiellement entente entre États chrétiens contre les musulmans, cette ligue était en fait destinée à mettre un frein à l'influence vénitienne en Italie septentrionale. Cette ligue n’eut aucun résultat concret. Rapidement des désaccords entre le pape et le roi de France provoquèrent sa rupture en 1510 et le pape s'allia alors avec Venise contre la France .
André Paléologue (1453 – 1502), fils ainé de Thomas Paléologue, despote de Morée, et neveu de Constantin XI Paléologue, devait s’éteindre sans descendance en juin 1502. Les conditions de l’entente en fonction de laquelle il avait cédé son titre de prétendant au trône de Byzance à Charles VIII n’ayant pas été remplies, André avait repris ses prétentions au trône impérial ainsi qu’au despotat de Morée. Constantin revendiqua le titre de « despote de Morée » à partir d’octobre 1507 alors qu’il était en mission diplomatique entre le pape et l’empereur Maximilien. Il se basait pour ce faire soit sur le fait qu’il descendait des Comnène, soit sur celui que son épouse Francesca de Montferrat était une Paléologue descendant d'Andronic II Paléologue (r. 1282 -- mai 1328), même si les Montferrat étaient une branche cadette des Paléologue.
Les espoirs de Constantin de pouvoir reprendre la lutte contre les Ottomans sur le territoire albanais devaient être ravivés en 1514 lorsqu’il fut nommé par le pape Léon X (r. 1513-1521) gouverneur de Fano, ville au nord d’Ancône sur le littoral de l’Adriatique en face de la côte dalmate et point de départ naturel pour toute entreprise contre les provinces balkaniques de l’Empire ottoman. Déjà le pape Pie II (r. 1458 – 1464) avait choisi Ancône comme point de départ de sa flotte pour une éventuelle croisade au début des années 1460. Depuis 1513, Léon X s’efforçait de promouvoir une action concertée des princes chrétiens d’Europe et deux ans plus tard il pouvait faire savoir au doge de Venise qu’il réunissait une flotte à Ancône en vue d’une attaque contre les Ottomans. En 1517, les plans avaient été finalisés prévoyant que le pape partirait d’Ancône avec le roi de France, François Ier auquel on aurait promis le titre d’ « empereur de Constantinople » pour faire sa liaison avec les flottes vénitienne, anglaise, portugaise et espagnole.
La nomination de Constantin Comnène Arianiti comme gouverneur de Fano avait sans doute entre autres buts de  faciliter l’accueil  des nombreux chrétiens d’Albanie et des Balkans qui viendraient se réfugier en Italie. Thomas Paléologue, continuateur de la dynastie à la mort de son frère Constantin XI Paléologue, y avait débarqué lorsque les Ottomans l’avait chassé du despotat de Morée en 1460. Mais déjà dans les années 1430 et 1450 des centaines de réfugiés albanais étaient venus s’installer dans les petites villes de Fano et de Pesaro si bien qu’au début des années 1500, des noms tels que Constantino Boccali Greco, Andrea Bua Albanese et Talianus Blaxii de Durazzo étaient largement répandus.
Toutefois, pas plus que celle de Charles VIII vingt ans auparavant, la croisade de Léon X ne se matérialisa, François Ier étant plus intéressé par la conquête du Milanais italien que par des expéditions en Orient, allant jusqu’à s’allier aux Ottomans pour faire échec à l’empereur germanique.
On sait peu de choses sur les dernières années de la vie de Constantin Comnène Arianiti, sinon qu’il mourut en 1530 et fut inhumé dans l’église des Saints-Apôtres de Rome.

## Famille
Constantin épousa Françoise de Montferrat, une fille illégitime de Boniface III de Montferrat, dont il eut un fils et six filles :
- Arianitto, le seul fils de Constantin. Il servit comme capitaine dans l'armée des États pontificaux jusqu'à sa mort, le 16 novembre 1551. La mort d'Arianitto marqua l'extinction de la lignée masculine de la famille Arianiti en Italie[19].
- Andronica, fille aînée de Constantin. Elle épousa Charles III Tocco, prétendant au Despotat d'Épire et comte palatin de Céphalonie et Zante. Par leur fils, Léonard IV Tocco elle fut l'ancêtre des membres suivants de la famille Tocco. Après la mort de Charles III, Andronica épousa en secondes noces le noble milanais Georges Secco[19].
- Penthesilea, deuxième fille de Constantin. Elle épousa Lek Dukagjin, de la famille albanaise Dukagjini[19].
- Ippolita, troisième fille de  Constantin. Elle épousa Zanobio de Médicis, de la famille italienne de Médicis. Elle se remaria en 1532 avec Lionel Pio di Carpi de la famille Pio di Savoia[19].
- Polissena, quatrième fille de Constantin. Elle épousa Rinaldo degli Ottoni di Matelica of the famille Ottoni[19].
- Deinaira, cinquième fille de Constantin. Elle épousa Georges Trivulce de la famille Trivulzio[19].
- Elena, sixième fille de Constantin. Elle épousa Juan de Luna, un châtelain de Milan[19].